# 심전
심전(沈銓, 1520년 ∼ 1589년)은 조선 중기의 문신으로, 자는 숙평(叔平), 본관은 청송(靑松)이다. 심달원(沈達源)의 3남이자 심우승의 아버지이다. 교산 허균의 본부인 안동김씨는 그의 외손녀이다.

## 생애
1543년(중종 38) 계묘(癸卯) 식년시(式年試)에 생원시에 입격하여 생원이 되고 그 해의 진사시에 다시 2등으로 합격하여 진사(進士)가 되었다. 바로 성균관에 들어가 수학하였다. 1546년(명종 1) 병오(丙午) 식년시(式年試) 병과(丙科) 13위와 1556년(명종 11) 병진(丙辰) 중시(重試) 을과(乙科) 2위로 문과에 급제하였다. 1548년(명종 3) 홍문관저작에 제수되고 1548년 4월 홍문관정자로 홍문관 부제학 이명(李蓂), 직제학 경혼(慶渾), 전한 이세장(李世璋), 응교 홍담(洪曇), 부응교 김주(金澍), 교리 정유길(鄭惟吉)·윤옥(尹玉) 등과 함께 권신 이기의 처벌을 청하는 상소를 올렸다.
1548년 7월 홍문관 저작, 1549년 1월 홍문관 박사, 3월 부수찬, 4월 부수찬, 6월 이조좌랑 등을 거쳐 1550년 4월 부수찬, 5월 홍문관 부수찬 등을 지냈다. 이때 홍문관 직제학 홍담(洪曇), 전한 윤옥(尹玉) 등과 함께 권신 진복창을 탄핵하였다. 1550년 6월 이조좌랑(吏曹佐郞)이 되고 1552년 후임 이조좌랑으로 이감(李戡)을 천거하여 임명했다.
1553년 부응교, 1555년 8월 내자시 정(內資寺正)을 지냈다. 한편 그는 탐욕을 부려 타인의 장획(臧獲)과 전택(田宅)을 온갖 꾀를 써서 강탈하여 노비와 소작을 받는 정민(丁民)을 많이 점유하고 전원(田園)을 널리 늘려 치부하였다.. 그 뒤 장악원정(掌樂院正)이 되었으며, 그해 윤 11월 황윤형(黃允亨)이 안희증(安希曾)에게 판 노비를 자신이 사려고 황윤형에게 압력을 가해 계약서를 파기하려 했다가 사간원의 탄핵을 받고 추고당한 뒤 파면되었다.
1558년 5월 동부승지, 그해 참찬관이 되었다. 그해 5월 함부로 상소를 올리는 폐해를 지적하였다.
근래 사람들이 요행을 바라는 마음을 품어 조금만 공로가 있으면 상소하여 전례를 끌어대어 은상을 바라는 자가 많고, 바야흐로 송사 중이라서 아직 판결하지 못한 일을 가지고 여염에서 다투고는 버릇 없는 말까지도 모두 상소하여 성람(聖覽)을 번거롭히는데 상께서는 억울한 일이 있을까 염려하고 아랫사람의 뜻을 통하게 하고자 하여 해사(該司)에 판하(判下)하고 계십니다. 신이 전에 수령이 되었을 적에 보니, 간사한 자 중에 송사를 지체시키려고 꾀하는 자는 으레 상언(上言)을 올리는데, 이 때문에 판결에 임박한 송사도 많이 멈추게 됩니다. 또 감사는 한 도의 주인이므로 억울한 일이 있는 백성은 절로 신리(伸理)할 곳이 있는데도 함부로 정소(呈訴)하고는 상언을 빙자하여 수령을 욕보이는 자도 많이 있으니, 신은 온편하지 못하다고 생각합니다.

1558년 7월 승정원 우부승지, 10월 좌부승지, 1559년 좌부승지에 이르러 그해 2월 왕명 출납 지연으로 사헌부의 탄핵을 받고 추고받고 체직되었다. 1559년 2월 병조 참지가 되었으나 사간원으로부터 '승지의 임무를 제대로 수행하지 못한 실수로 체직됐는데 본직에 제수됐다' 하여 탄핵당한 뒤 체차되었다. 3월 예조참의, 5월 병조 참지, 9월 비변사 당상으로 왕비의 어머니 이씨의 죽음에 철조하는 일과 왜선의 포획에 관해 의논하다
1564년 경기도 관찰사로 나갔다. 그러나 1565년 모친상으로 경기감사에서 사직하고 김포(金浦)로 물러났는데, 장례를 사치하게 하여 문제가 되었다. 1566년 사사로운 욕심을 채우다가 탄핵당하였으나 왕이 파직은 지나치다며 무마시켰다.
그해 11월 다른 사람의 명의로 사헌부에 정장(呈狀)하고 또 소지(小紙)에 써서 대년의 집으로 보내어 물의가 되기도 했다.
그 뒤 복관되어 동지(同知)가 되었으나 1567년(선조 즉위년) 10월 대간으로부터 음험하고 탐욕이 많아 남의 물건을 탈취한 죄가 있다는 이유로 탄핵을 받고 삭탈관직되고, 문외 출송(門外黜送)당하였다.
선조 즉위 후 사면여론이 나타나 1569년 윤6월 선조가 그를 서용하려 하였으나 사헌부에서 서용의 명을 거두어줄 것을 청하였다.
1582년 8월 대경(代耕)을 받는 의를 모른다 하여 사헌부로부터 탄핵당하였다. 1588년 6월 아들인 진사 심우준(沈友俊)이 아버지의 폐고가 억울하다고 상언하였다. 같은 달 선조의 배려로 작첩을 되돌려받았으나 사헌부의 계속된 탄핵으로 결국 취소되었다.

## 사후
- 아들 심우승(沈友勝)이 호성공신(扈聖功臣)에 책록됨에 따라, 순충적덕보조공신(純忠積德補祚功臣)에 책록되고, 청파부원군(靑坡府院君)으로 추봉되고, 영의정에 증직되었다.

- 광해군 때, 그의 서자 심우영(沈友英)이 칠서의 난과 계축화옥(癸丑禍獄)을 일으켰다. 심우영은 허균의 처외삼촌으로 허균과 매우 가까이 지냈다고 한다. 허균이 쓴 홍길동전의 주인공 홍길동도 서자로서 심우영을 모티브로 했을 가능성이 높다.

## 심달원 신도비명에 기재된 가족 관계
- 증조 - 심원(沈湲, ? ~ 1467년)[7] : 내자시판관(內資寺判官), 증(贈) 좌찬성(左贊成), 이시애(李施愛)의 난으로 사망
  - 조부 - 심순문(沈順門, 1465년 ~ 1504년) : 사인(舍人), 증 영의정(領議政)
    - 아버지 - 심달원(沈達源, 1494년 ~ 1535년) : 좌통례(左通禮), 증 이조판서(吏曹判書)
    - 어머니 - 전주부윤(全州府尹) 윤희인(尹希仁, 1465년 ~ ?)의 딸
      - 형 - 심진(沈鎭)[7] : 사복시첨정(司僕寺僉正)
      - 형 - 심자(沈鎡)[7] : 선공감첨정(繕工監僉正), 증 좌찬성(左贊成), 심우정(沈友正, 1546년 ~ 1599년)의 아버지
      - 동생 - 심수(沈鐩)[7] : 곡산도호부사(谷山都護府使), 증 이조판서(吏曹判書)
      - 부인 - 이한(李翰)의 딸[1]
        - 장남 - 심우선(沈友善, 1541년 ~ ?)[1]
        - 차남 - 심우준(沈友俊, 1547년 ~ 1604년)[1] : 진사(進士), 심액(沈詻, 1571년 ~ 1654년)의 아버지
        - 3남 - 심우승(沈友勝, 1551년 ~ 1602년) : 경기도관찰사(京畿道觀察使), 증 영의정(領議政), 청계부원군(靑溪府院君)
        - 4남 - 심우순(沈友醇)[1]
        - 서자 - 심우영(沈友英, ? ~ 1613년)
        - 첫째 사위 - 김광두(金光斗)[1]
        - 둘째 사위 - 정문기(鄭文起)[1]
        - 셋째 사위 - 김대섭(金大涉, 1549년 ~ 1594년)[1] : 조지서별좌(造紙署別坐)

## 청송 심씨 대종회 족보에 기재된 가족 관계
증조부는 심치(沈淄)이고, 조부는 심형(沈泂)이며, 아버지는 기묘명현(己卯名賢)의 한사람으로 영조때 이조판서에 추증된 심달원(沈達源)이다. 어머니는 파평 윤씨(坡平尹氏)로 이조참판 윤희인(尹希仁)의 딸이다. 심연원과 심통원은 그의 숙부였고, 청릉부원군 심강은 사촌형제간이며 심의겸, 심충겸, 인순왕후의 5촌 당숙이다. 경기도 관찰사 증영의정 청계부원군(靑溪府院君) 심우승의 아버지이다. 이한(李翰)의 딸 전의 이씨(全義 李氏)와 결혼하였다.
- 5대조 : 심온
- 친고조부 : 심회
- 양고조부 : 심준(영중추원사)
- 친증조부 : 심원(내자시 판관, 증좌찬성)
- 양증조부 : 심치(沈淄, 한성부 판관)
- 양증조모 : 순천 김씨(順天 金氏) - 좌의정 김종서(金宗瑞)의 손녀, 참의 김승규(金承珪)의 딸
- 친조부 : 심순문
- 양조부 : 심형(沈泂, 금천현감, 증병조참의)
- 양조모 : 동래 정씨(東萊 鄭氏) - 영의정 정창손(鄭昌孫)의 손녀, 좌의정 정괄(鄭佸)의 딸
- 숙부 : 심연원
  - 사촌 : 심강 - 명종국구
    - 당질 : 인순왕후 - 명종비
    - 당질 : 심의겸
    - 당질 : 심충겸
- 부 : 심달원 - 원래 심순문의 차남으로 심형(沈泂)에 양자로 감
- 모 : 증 정부인 파평 윤씨 - 이조참판 윤희인(尹希仁)의 딸
  - 형 : 심진(沈鎭) - 임천군수
    - 조카 : 심우명
    - 조카 : 심우공

  - 형 : 심자(沈鎡) - 선공감 첨정, 증좌찬성
    - 조카 : 심우직
    - 조카 : 심우익
    - 조카 : 심우정

  - 동생 : 심수(沈鐩) - 심순문의 형 심순경의 차남 심흥원에 양자로 감, 곡산군수, 증호조판서
    - 조카 : 심우성
    - 조카 : 심우현
    - 조카 : 심우신
    - 조카 : 심우관
    - 조카 : 심우인

  - 부인 : 증 정경부인 전의 이씨 - 이한(李翰)의 딸
    - 아들 : 심우선(沈友善)
      - 손자 : 심양
        - 증손자 : 심광한
          - 고손자 : 심상 - 심광사의 아들
            - 5세손 : 심득량
              - 6세손 : 심각

    - 아들 : 심우준(沈友俊)
      - 손자 : 심액 - 심우승에 양자로 감
      - 손자 : 심서
        - 증손자 : 심광면
          - 고손자 : 심단
            - 5세손 : 심득경

    - 아들 : 심우승(沈友勝)
      - 손자 : 심액(沈詻) - 심우준의 아들
        - 증손자 : 심광수
          - 고손자 : 심백 - 심광사의 아들

        - 증손자 : 심광사
          - 고손자 : 심백 - 심광수에 양자로 감
          - 고손자 : 심상 - 심광한에 양자로 감
          - 고손자 : 심벌
          - 고손자 : 심방
          - 고손자 : 심탱

    - 아들 : 심우단(沈友端)
      - 손자 : 심선

    - 딸 : 청송 심씨
    - 사위 : 정문기 - 동래 정씨
    - 딸 : 청송 심씨
    - 사위 : 도사 김대섭(金大涉) - 안동 김씨, 별제 김진기(金震紀)의 아들
      - 외손녀 : 안동 김씨
      - 외손서 : 허균

    - 딸 : 청송 심씨
    - 사위 : 현감 이암 - 전주 이씨
    - 딸 : 청송 심씨
    - 사위 : 군수 신득중 - 평산 신씨
    - 딸 : 증 정경부인 청송 심씨
    - 사위 : 정기원 - 동래 정씨, 예조참판, 증 좌찬성, 내성군
    - 서자 : 심우삼
    - 서자 : 심우덕
    - 서자 : 심우민
    - 서자 : 심우영 - 칠서의 난과 계축화옥(癸丑禍獄)을 일으킴, 허균의 처 외삼촌으로 잘 알려져 있다.
    - 서녀 : 한진(韓璡)에게 출가
- 숙부 : 심봉원
  - 사촌 : 심건
    - 당질 : 심희수
- 숙부 : 심통원
  - 사촌 : 심뇌
    - 당질 : 심극명 - 심화의 아들, 시·서·화 삼기

  - 사촌 : 심화
    - 당질 : 심극명 - 심뇌에 양자로 감
    - 당질 : 심종명
    - 당질 : 심언명

## 평가와 비판
관서(關西)에 봉사(奉使)하였을 때 열읍(列邑)에서 토색질하여 수레에 가득히 싣고 돌아왔으므로 사람들이 더럽게 여겼다.

## 기타
조사수(趙士秀) 등과 친했는데 후일 그와 사이가 틀어지자 조사수는 '영의정 심연원이 심전 때문에 나를 미워한다.’고 하면서 비난하였다.